# Бишкек Сити
«Бишкек Сити» — киргизский футбольный клуб из города Бишкек. Выступает в чемпионате Кыргызстана с 2025 года.

## История
Впервые о создании клуба стало известно 20 декабря 2024 года на собрании Кыргызского футбольного союза, где было принято решение о расширении лиги до 14 команд, в число которых вошел и «Бишкек Сити». Клуб сделал ставку на комплектование состава бразильскими игроками, а главным тренером был назначен их соотечественник Мави Лопес. Перед началом сезона состав команды также пополнили опытные игроки Антон Землянухин и Эдгар Бернхардт, выступавшие за сборную Кыргызстана. Свой первый официальный матч в чемпионате Кыргызстана «Бишкек Сити» сыграл 6 марта 2025 года на стадионе НАФ КФБ (Футбольный центр) против «Озгона». Благодаря голам Землянухина, Селсу и автоголу Ивана Зотько команда одержала победу со счётом 3:1.

## Основной состав
Примечание: Флаги указываются, так как игрок может иметь более одного гражданства по правилам ФИФА.
| №  |            | Позиция | Игрок              |
| -- | ---------- | ------- | ------------------ |
| 6  | Бразилия   | Защ     | Жуниньо            |
| 7  | Кыргызстан | ПЗ      | Рауль Джалилов     |
| 8  | Бразилия   | ПЗ      | Сельсо             |
| 9  | Россия     | ПЗ      | Иван Соловьёв      |
| 10 | Кыргызстан | ПЗ      | Эдгар Бернхардт    |
| 11 | Бразилия   | Нап     | Кристиано          |
| 13 | Кыргызстан | Вр      | Артур Исманбеков   |
| 17 | Кыргызстан | Нап     | Орозбек Тимур уулу |
| 19 | Бразилия   | ПЗ      | Алемао             |
| 20 | Германия   | Защ     | Флодин Балоки      |
| 21 | Кыргызстан | ПЗ      | Ислам Меджидов     |

| №  |            | Позиция | Игрок                 |
| -- | ---------- | ------- | --------------------- |
| 22 | Кыргызстан | ПЗ      | Антон Землянухин      |
| 27 | Кыргызстан | ПЗ      | Элмирбек Кубанычбеков |
| 31 | Кыргызстан | Вр      | Александр Шапкарин    |
| 32 | Бразилия   | Защ     | Тайлон                |
| 33 | Кыргызстан | Вр      | Артём Прядкин         |
| 64 | Кыргызстан | Защ     | Айдар Алымкулов       |
| 66 | Россия     | Защ     | Игорь Губанов         |
| 77 | Кыргызстан | ПЗ      | Асылбек Тынчыбек уулу |
| 88 | Кыргызстан | Нап     | Айдар Шарипов         |
| 99 | Украина    | ПЗ      | Никита Петерман       |